# Luftfahrtpersonal

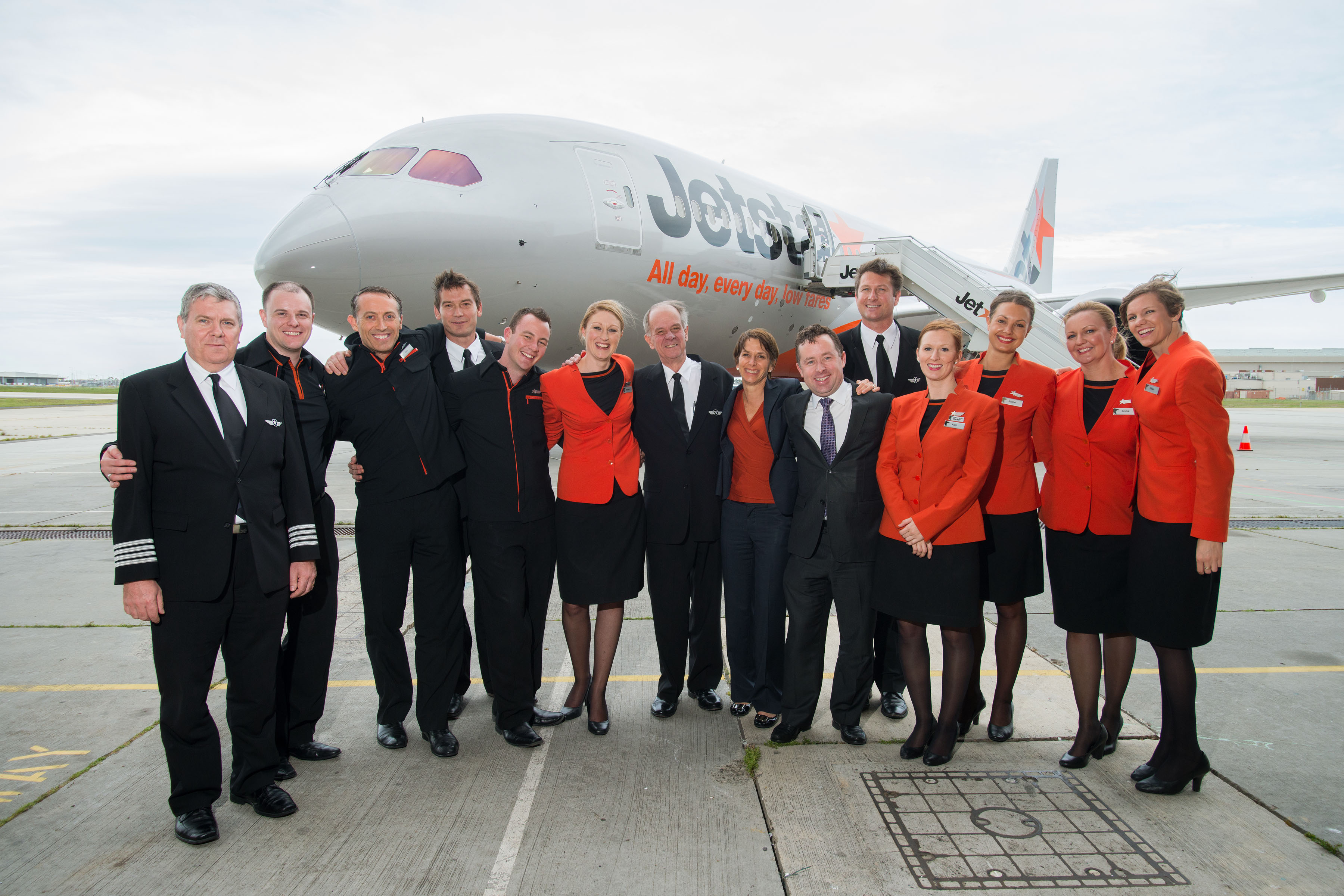
Fliegendes Personal von Jetstar Airways

Als Luftfahrtpersonal (englisch aviation personnel) wird Personal bezeichnet, das beruflich in der bemannten Luftfahrt tätig ist. Der Begriff umfasst bei Fluggesellschaften und in der militärischen Luftfahrt alle Tätigkeiten in Luftfahrzeugen (Flugpersonal). Die Qualifikation bedarf regelmäßig einer Zertifizierung und Erlaubnis durch die Luftfahrtbehörde. In Deutschland ist die Qualifizierung durch die Verordnung über Luftfahrtpersonal (LuftPersV) geregelt.

## Arten
Man unterscheidet generell zwischen folgenden Gruppen:

### Bordpersonal
Das Bordpersonal oder fliegende Personal (englisch aircrew) ist die Besatzung an Bord eines Flugzeuges, die der Steuerung des Fluges sowie der Betreuung der Passagiere und der Luftfracht dient.
Es besteht aus verschiedenen Berufen bzw. Funktionsträgern:

#### Cockpit-Crew

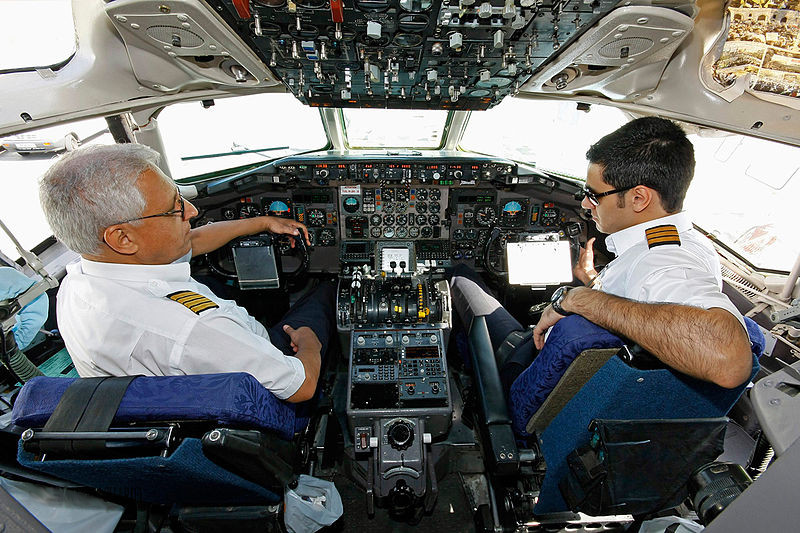
Zwei Piloten im Cockpit einer Passagiermaschine. Links: Kapitän, rechts: Erster Offizier

- Piloten (amtliche Bezeichnung im Luftfahrerschein: „Verkehrsflugzeugführer“ bzw. „Berufsflugzeugführer“). Der aktuell steuernde Pilot wird Pilot Flying genannt.
  - Kapitän (alternativ „Kommandant“, englisch captain, CPT): Als „verantwortlicher Luftfahrzeugführer“ (englisch pilot in command, PIC) hat er die Kommandogewalt an Bord.
  - Erster Offizier („Kopilot“, englisch first officer, FO): Unterstützt den Kapitän im Flug. Kann als Senior First Officer (SFO) auf Langstreckenflügen den Kapitän auch komplett ablösen (englisch Pilot In Command Relief).
  - Zweiter Offizier: Bei manchen Fluggesellschaften Pilot in der Ausbildung oder als Ersatzpilot bei Langstreckenflügen (englisch Cruise Relief Copilot).
- Flugingenieur (englisch flight engineer, FE): Unterstützte früher die Cockpit-Crew auf technische Weise. Heute, so wie auch Navigatoren und Funker, nicht mehr existent.
- In der Militärluftfahrt: Waffensystemoffizier

#### Kabinenpersonal

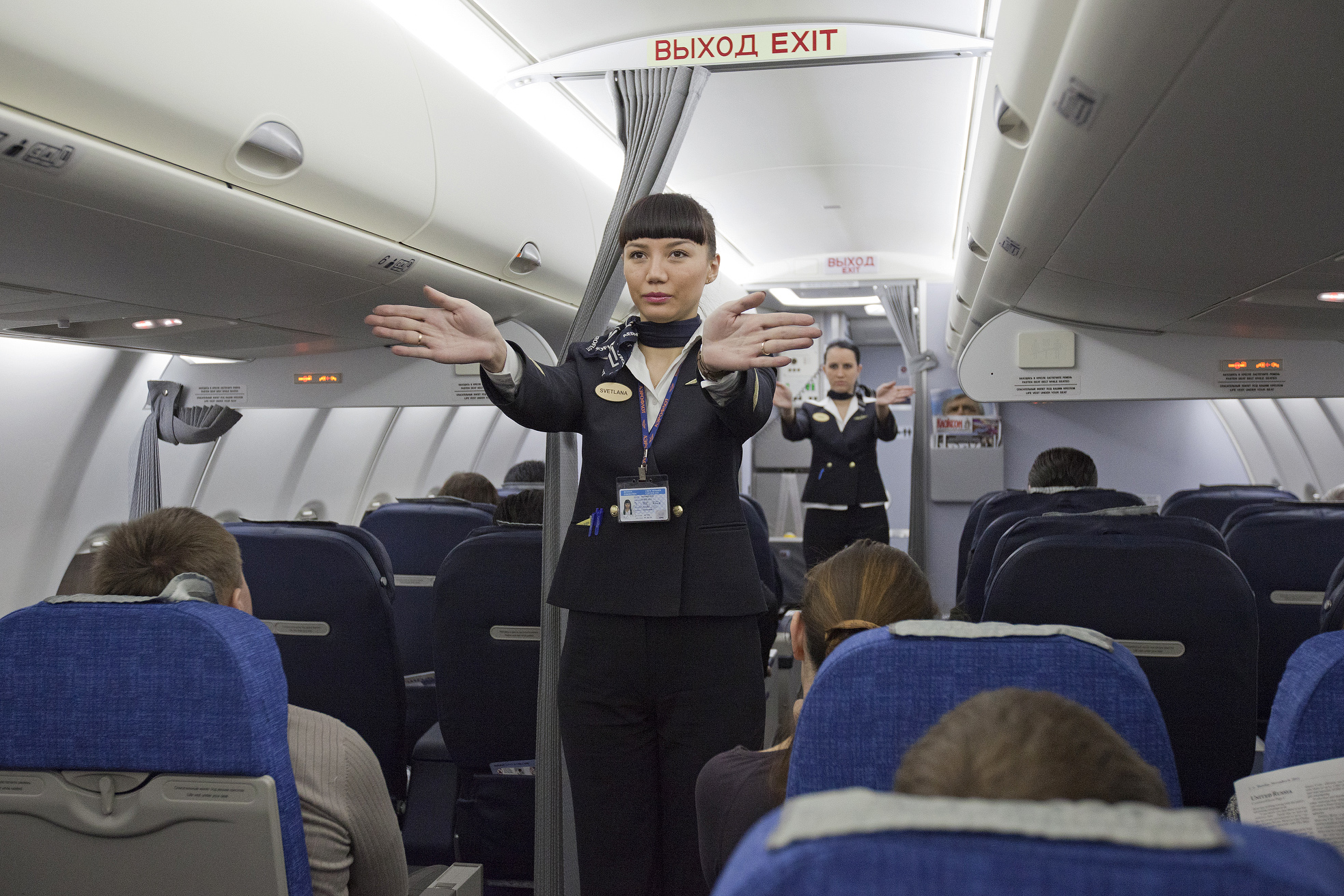
Sicherheitsdemonstration durch eine Flugbegleiterin

- Purser: Chef der Kabine, Schnittstelle zu den Piloten
- Flugbegleiter (umgangssprachlich „Steward(ess)“, englisch flight attendent): Verantwortlich für Sicherheit und Bedienung der Passagiere

Übliche Rangabzeichen des Bordpersonals
Kapitän
Erster Offizier
Purser / Zweiter Offizier
Flugbegleiter

### Bodenpersonal

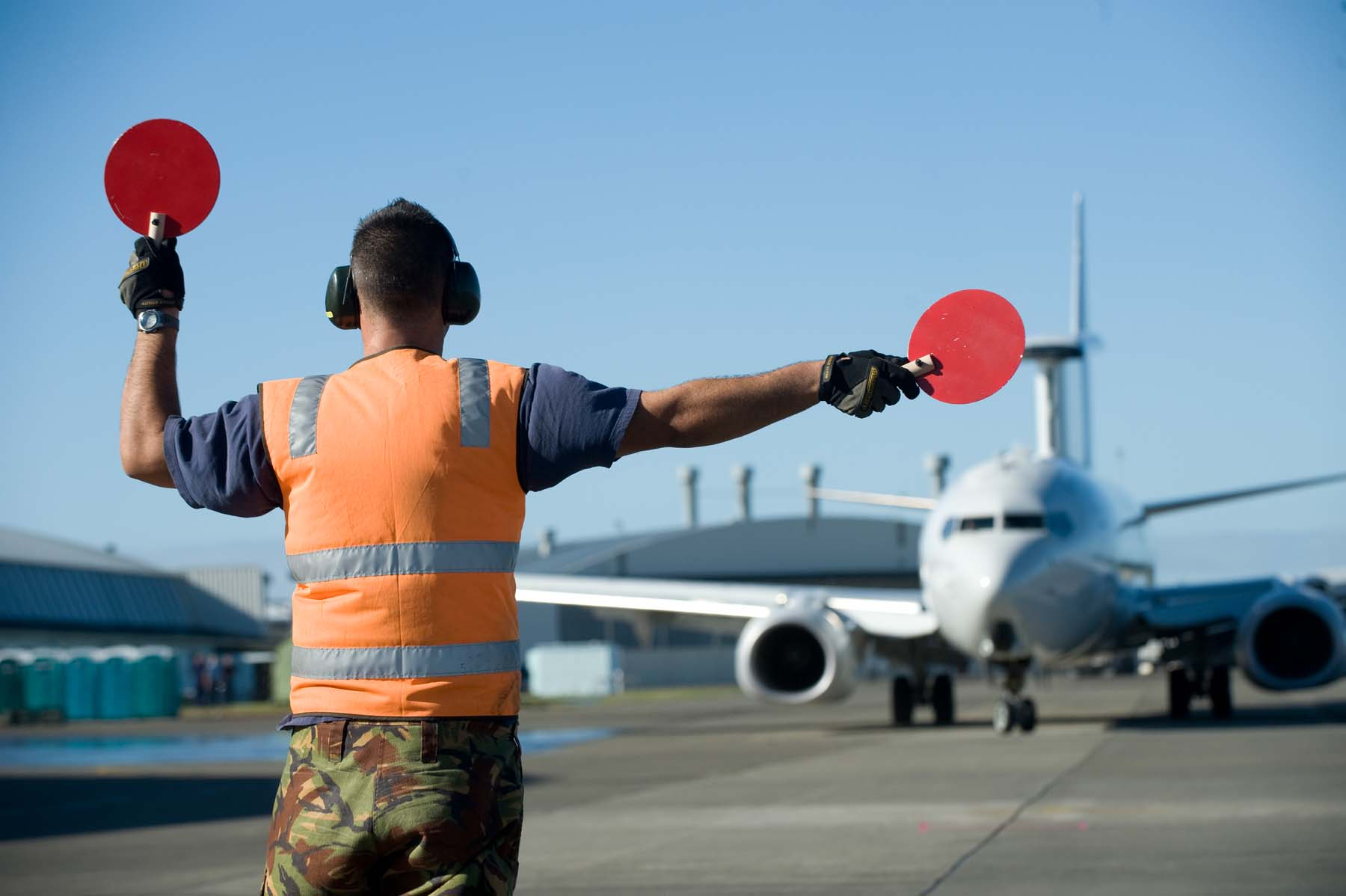
Ein Marshaller weist ein Flugzeug in die Parkposition

Zum Bodenpersonal (englisch ground crew) gehören alle, die sich um die Abfertigung des Flugzeuges und der Passagiere am Flughafen kümmern, darunter:
- Fluggerätemechaniker
- Flugdienstberater
- Lademeister
- Ramp Agent
- Marshaller

sowie die Angestellten der Fluggesellschaften am Check-in-Schalter und beim Boarding, im weiteren Sinne auch das zum Flughafenbetreiber gehörende Personal der Gepäckabfertigung, der vom Bewachungsgewerbe entsandte Sicherheitsdienst und die Fluglotsen der Deutschen Flugsicherung.

## Luftschiff- und Raumfahrt
Bei Luftschiffen ist die Bezeichnung Schiffsbesatzung für das fliegende Personal üblich, Positionen sind hier unter anderem Navigator, Purser, Flugbegleiter und verschiedenes militärisches Personal.
In der Raumfahrt bezeichnet der Begriff Schiffsbesatzung das Personal an Bord eines bemannten Raumschiffs. Beim Space Shuttle besteht die Schiffsbesatzung aus einem Kommandanten, einem Piloten sowie mehreren eigens für den Flug ausgebildeten Missionsspezialisten, während sie sich bei den russischen Sojus-Raumschiffen meistens aus Kommandant und Bordingenieur zusammensetzt. Auf einer Raumstation wird das Personal als Stammbesatzung bezeichnet. Seit der Mission Sojus TM-3 im Juli 1987 ist es üblich, dass die Stammbesatzung Besuch von Gästen oder Gastmannschaften erhält, die mit einem Raumschiff an der Station andocken. Außerdem gibt es seit dem Raumflug von Toyohiro Akiyama im Dezember 1990 den sogenannten Weltraumtourismus. Im Unterschied zu den Gästen gehören die Touristen aber nicht zum Personal und ihnen werden keine Aufgaben übertragen. Eine Besatzung wird wegen des hohen Trainingsaufwands im Allgemeinen Jahre vor dem Raumflug aus einer größeren Gruppe von Raumfahrer-Anwärtern ausgewählt. Je nach Bedeutung der Mission werden Ersatzleute ausgebildet, die einen gesundheitlich verhinderten Raumfahrer kurz vor dem Start ersetzen können.

## International
Die LuftPersV wurde an die im Jahre 2011 als EU-Verordnung für alle EU-Mitgliedstaaten geltende Verordnung (EU) Nr. 1178/2011 (Verordnung (EU) Nr. 1178/2011 vom 3. November 2011 zur Festlegung technischer Vorschriften und von Verwaltungsverfahren in Bezug auf das fliegende Personal in der Zivilluftfahrt gemäß der Verordnung (EG) Nr. 216/2008) angepasst. Die Abgrenzung zwischen Fliegendem Personal und Kabinenbesatzung erfolgt international auch durch die Joint Aviation Authorities (JAR-FCL).